# Gouvernement de Nouvelle-Galles du Sud

Les bâtiments du Parlement de Nouvelle-Galles du Sud.

Le mode de gouvernement de la Nouvelle-Galles du Sud est inscrit dans la Constitution, qui date de 1856, même si elle a été modifiée plusieurs fois depuis lors. Depuis 1901, la Nouvelle-Galles du Sud est un État du Commonwealth d'Australie, et la Constitution australienne régit les relations de l'État avec le Commonwealth. 
En vertu de la Constitution australienne, la Nouvelle-Galles du Sud a cédé certains pouvoirs législatifs et judiciaires au Commonwealth, mais a conservé une complète indépendance dans tous les autres domaines. La Constitution de la Nouvelle-Galles du Sud dit : "L'Assemblée législative, sous réserve des dispositions de la Constitution de l'Australie, a le pouvoir de faire des lois pour la paix, le bien-être et le bon gouvernement de la Nouvelle-Galles du Sud dans quelque cas que ce soit." Dans la pratique, cependant, l'indépendance des États australiens a été fortement érodée par l'augmentation de la domination financière de la Communauté. 
La Nouvelle-Galles du Sud est gouvernée selon les principes du système de Westminster, une forme de gouvernement parlementaire basé sur le modèle du Royaume-Uni. Le pouvoir législatif appartient au Parlement de la Nouvelle-Galles du Sud, qui se compose de la Couronne, représentée par le gouverneur de Nouvelle-Galles du Sud, et les deux Chambres : le Conseil législatif de Nouvelle-Galles du Sud et l'Assemblée législative de Nouvelle-Galles du Sud. 
Le pouvoir exécutif revient officiellement au Conseil exécutif, composé du gouverneur et des ministres. Le gouverneur, en tant que représentant de la Reine, est le dépositaire officiel du pouvoir, qui est exercé par lui sur les conseils du Premier ministre de Nouvelle-Galles du Sud et du Cabinet. 
Le premier ministre et les ministres sont nommés par le gouverneur, et occupent leur poste en raison de leur capacité à obtenir l'appui de la majorité des membres de l'Assemblée législative. 
Le pouvoir judiciaire est exercé par la Cour suprême de Nouvelle-Galles du Sud et d'un système de tribunaux inférieurs, mais la Haute Cour d'Australie et d'autres tribunaux fédéraux ont le pouvoir judiciaire sur les questions qui relèvent du champ d'application de la Constitution australienne. 
La Nouvelle-Galles du Sud a célébré le 150e anniversaire de son gouvernement responsable en 2006.